# Verzuolo
Verzuolo là một đô thị tại tỉnh Cuneo trong vùng Piedmont của Italia, vị trí cách khoảng 66 km về phía tây nam của Torino và khoảng 25 km về phía bắc của Cuneo. Tại thời điểm ngày 31 tháng 12 năm 2004, đô thị này có dân số 6.379 người và diện tích là 26,2 km².
Đô thị Verzuolo có các frazioni (đơn vị cấp dưới, chủ yếu là các làng) Falicetto, Villanovetta, Papò, Chiamina, S. Bernardovà Pomerolo.
Verzuolo giáp các đô thị: Costigliole Saluzzo, Lagnasco, Manta, Pagno, Piasco, Savigliano, Villafalletto.